# الکساندراوکا، سیلسین ویوودشیپ
الکساندراوکا، سیلسین ویوودشیپ (به لاتین: Aleksandrówka, Silesian Voivodeship) یک منطقهٔ مسکونی در لهستان است که در Gmina Przyrów واقع شده‌است.

## خصوصیات
الکساندراوکا ۱۰۷ نفر جمعیت دارد.